# Comuna Ivanovo, Ruse
Ivanovo (în bulgară Иваново) este o comună în regiunea Ruse, Bulgaria, formată din 13 sate. 

## Localități componente

### Sate
| - Bojicen - Cerven - Koșov - Krasen - Mecika | - Nisovo - Pirgovo - Svalenik - Tabacika | - Ivanovo - Trăstenik - Ștrăklevo - Țeroveț |

## Demografie
Componența etnică a comunei Ivanovo
     Turci (16,72%)
     Romi (2,15%)
     Bulgari (75,86%)
     Nicio identificare (4,49%)
     Altele (0,76%)
La recensământul din 2011, populația comunei Ivanovo era de 9.429 locuitori. Din punct de vedere etnic, majoritatea locuitorilor (75,86%) erau bulgari, existând și minorități de turci (16,72%) și romi (2,15%). Pentru 4,49% din locuitori nu este cunoscută apartenența etnică.